# Today We Are All Demons

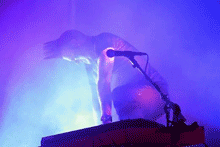
Combichrist

Today We Are All Demons är musikgruppen Combichrists fjärde album. Det innehåller mer av deras EBM/heavy-industrial aggrotech-ljud, men på detta album så är det mörkare och mer extremt.

## Låtlista
1. No Afterparty
2. All Pain Is Gone
3. Kickstart The Fight
4. I Want Your Blood
5. Can't Change The Beat
6. Sent To Destroy
7. Spit
8. New Form of Silence
9. Scarred
10. The Kill V2
11. Get Out of My Head
12. Today We Are All Demons
13. At The End of It All